# San Diego Sails
Die San Diego Sails waren ein US-amerikanisches Basketballfranchise aus San Diego, Kalifornien, das in der American Basketball Association spielte. Sie waren der Nachfolger der San Diego Conquistadors, die die Liga am Ende der Saison 1974/75 schloss. Sie Sails spielten keine ganze Saison, sie begannen die Saison 1975/76, wurden aber vor dem Ende der Spielzeit aufgelöst.

## Geschichte
Frank Goldberg, ein früherer Mitbesitzer der erfolgreichen Denver Nuggets, benannte die Mannschaft in San Diego Sails für die Saison 1975/76 um, warb den früheren Trainer der University of Minnesota Bill Musselman an und krempelte den Kader um, wobei er hoffte, dass er dieselbe Umwandlung wie bei den Denver Nuggets von der Mittelmäßigkeit zum Meisterschaftsanwärter vollführen könnte.
Aber die Sails zogen nur 3060 Fans zu ihrem Eröffnungsspiel am 24. Oktober 1975 an, einer Niederlage gegen die Nuggets, und die Zuschauerzahl sank noch weiter, da die Mannschaft mit 3:8 Siegen startete. Zum dritten und letzten Heimspiel gegen die San Antonio Spurs fanden sich nur noch 1670 Fans ein. Goldberg erfuhr schon bald, dass San Diego nicht an der Vereinigung von ABA und NBA teilnehmen solle; die Sails sollten wegen der Beharrlichkeit des Besitzers der Los Angeles Lakers, Jack Kent Cooke, draußen bleiben, der seine Zuschauerbasis in Südkalifornien nicht mit einer Mannschaft aus dem Süden teilen wollte.
Mangels Fanunterstützung und Zukunftsaussichten trug Goldberg das Franchise am 12. November 1975 zu Grabe.

## Niedergang der ABA
Der Kollaps der Mannschaft aus San Diego, zusammen mit dem Versagen der Franchises aus Baltimore und Utah, reduzierte die ABA auf sieben Teams und unterschrieb das Todesurteil der Liga. Trotzdem nahm die NBA vier der überlebenden Teams im Sommer 1976 auf.

## Profibasketball in San Diego
Von 1967 bis 1971 war San Diego das Zuhause des Expansion Teams San Diego Rockets aus der NBA, die ebenso in der damals neuen Sports Arena spielten. Obwohl sie das Wunderkind der University of Houston Elvin Hayes drafteten, der später zu einem Star bei den Washington Bullets wurde, konnten die Rockets weder Siege noch entscheidende Unterstützung in San Diego erlangen. Der Immobilienmakler Wayne Duddleston und der Bankier Billy Goldberg kauften das Team für 5,6 Millionen US-Dollar und brachten es nach Houston, Texas und somit auch Hayes nach Hause zu seinen Fans. 1978 kamen die Buffalo Braves aus der NBA in San Diego an und wurden zu den Clippers; 1984 zogen diese nach Los Angeles, um zu versuchen, mit den etablierten Lakers in Konkurrenz zu treten. Seitdem hatte San Diego kein Profibasketballteam mehr.